# Luis Rodríguez
Luis Miguel Rodríguez, (Simoca, San Miguel de Tucumán - 01 de janeiro de 1985) é um futebolista argentino que atua como atacante, jogando atualmente para o Central Córdoba.

## Carreira
E  jogador da equipe do Atlético Tucumán que obteve em dois anos a promoção do Torneo Argentino A (terceira divisão regionalizada) para a Primeira Divisão Argentina (primeira divisão). Em 11 de junho de 2010, o atacante de 25 anos deixou o Atlético Tucumán e emprestou ao Newell's Old Boys. Em 2009, o técnico da seleção argentina, Diego Maradona, surpreendeu chamando Luis Rodríguez para um amistoso contra o Gana. A equipe foi formada exclusivamente por jogadores da liga argentina.

## Honras
Atlético Tucumán
- Torneo Argentino A: 2007-08
- Primeira B Nacional: 2008-09

- Melhor marcador da Primera B Nacional: 2008-09 (20 gols para o Atlético Tucumán); 2012–13 (20 gols para o Atlético Tucumán)